# Brachynemurus seminolae
Brachynemurus seminolae är en insektsart som beskrevs av Stange 1970. Brachynemurus seminolae ingår i släktet Brachynemurus och familjen myrlejonsländor. Inga underarter finns listade i Catalogue of Life.